# Shuying Gao
Shuying Gao, född den 28 oktober 1979, är en kinesisk friidrottare som tävlar i stavhopp.
Gao var i final vid Olympiska sommarspelen 2000 och slutade där tia efter att ha klarat 4,15. Vid VM 2001 blev hon femma då hon klarat 4,50. 
Under 2001 vann hon guld vid universiaden och året efter blev hon asiatisk mästere i stavhopp. Hon var i final även vid VM 2003 då hon blev nia. Däremot blev Olympiska sommarspelen 2004 en besvikelse då hon inte klarade kvalet till finalen. 
Hon var tillbaka till VM 2005 då hon blev femma efter att ha klarat 4,50. Samma år blev hon även för andra gången asiatisk mästare i stavhopp. 
Hon missade finalen vid VM 2007 och vid Olympiska sommarspelen 2008 blev hon tolva efter att bara ha klarat 4,45.

## Personliga rekord
- Stavhopp - 4,64 meter